# Modicogryllus tripunctatus
Modicogryllus tripunctatus är en insektsart som först beskrevs av Werner 1908.  Modicogryllus tripunctatus ingår i släktet Modicogryllus och familjen syrsor. Inga underarter finns listade i Catalogue of Life.